# Eslovênia nos Jogos Olímpicos de Verão de 2008
A Eslovênia participou dos Jogos Olímpicos de Verão de 2008, em Pequim, na China. O país estreou nos Jogos como nação independente em 1992 (antes integrava a Iugoslávia) e esta foi sua 5ª participação.

## Medalhas
| Atleta          | Esporte   | Evento                           | Medalha |
| --------------- | --------- | -------------------------------- | ------- |
| Primož Kozmus   | Atletismo | Arremesso de martelo masculino   | Ouro    |
| Sara Isakovič   | Natação   | 200 m livre feminino             | Prata   |
| Vasilij Žbogar  | Vela      | Laser masculino                  | Prata   |
| Lucija Polavder | Judô      | Mais de 78 kg feminino           | Bronze  |
| Rajmond Debevec | Tiro      | Carabina três posições masculino | Bronze  |

## Desempenho

### Atletismo
Masculino
| Atletas         | Evento                | Preliminares | Preliminares | Quartas    | Quartas    | Semifinal   | Semifinal   | Final       | Final           |
| Atletas         | Evento                | Marca        | Posição      | Marca      | Posição    | Marca       | Posição     | Marca       | Posição         |
| --------------- | --------------------- | ------------ | ------------ | ---------- | ---------- | ----------- | ----------- | ----------- | --------------- |
| Matic Osovnikar | 100 metros            | 10s46        | 38º          | 10s24      | 22º        | Não avançou | Não avançou | Não avançou | Não avançou     |
| Matic Osovnikar | 200 metros            | 20s89        | 31º          | 20s95      | 27º        | Não avançou | Não avançou | Não avançou | Não avançou     |
| Damjan Zlatnar  | 110 m com barreiras   | 13s84        | 32º          | Não largou | Não largou | Não avançou | Não avançou | Não avançou | Não avançou     |
| Boštjan Buč     | 3000 m com obstáculos | 8m21s24      | 11º          |            |            |             |             | Não avançou | Não avançou     |
| Roman Kejžar    | Maratona              |              |              |            |            |             |             | 2h29m37s    | 67º             |
| Rožle Prezelj   | Salto em altura       | 2,25m        | 9º           |            |            |             |             | 2,20 m      | 12º             |
| Jurij Rovan     | Salto com vara        | 5,30 m       | 32º          |            |            |             |             | Não avançou | Não avançou     |
| Miran Vodovnik  | Arremesso de peso     | 19,81m       | 20º          |            |            |             |             | Não avançou | Não avançou     |
| Primož Kozmus   | Arremesso de martelo  | 79,44m       | 3º           |            |            |             |             | 82,02m      | Medalha de ouro |
| Matija Kranjc   | Lançamento de dardo   | 71,00 m      | 31º          |            |            |             |             | Não avançou | Não avançou     |
| Damjan Sitar    | Decatlo               |              |              |            |            |             |             | 7336 pts    | 23º             |

Feminino
| Atletas            | Evento              | Preliminares | Preliminares | Quartas     | Quartas     | Semifinal   | Semifinal   | Final       | Final       |
| Atletas            | Evento              | Marca        | Posição      | Marca       | Posição     | Marca       | Posição     | Marca       | Posição     |
| ------------------ | ------------------- | ------------ | ------------ | ----------- | ----------- | ----------- | ----------- | ----------- | ----------- |
| Pia Tajnikar       | 100 metros          | 11s82        | 49º          | Não avançou | Não avançou | Não avançou | Não avançou | Não avançou | Não avançou |
| Sabina Veit        | 200 metros          | 23s62        | 34º          | Não avançou | Não avançou | Não avançou | Não avançou | Não avançou | Não avançou |
| Brigita Langerholc | 800 metros          | 2m00s13      | 8º           |             |             | 2m00s00     | 18º         | Não avançou | Não avançou |
| Sonja Roman        | 1500 metros         | 4m08s52      | 15º          |             |             |             |             | Não avançou | Não avançou |
| Nina Kolarič       | Salto em distância  | 6,40 m       | 26º          |             |             |             |             | Não avançou | Não avançou |
| Marija Šestak      | Salto triplo        | 14,44m       | 9º           |             |             |             |             | 15,03m (NR) | 6º          |
| Martinka Ratej     | Lançamento de dardo | 55,30 m      | 37º          |             |             |             |             | Não avançou | Não avançou |

### Badminton
Feminino
| Atleta     | Evento  | Fase de 64             | Fase de 32                        | Fase de 16             | Quartas                | Semifinais             | Final                  | Final       |
| Atleta     | Evento  | Adversário e resultado | Adversário e resultado            | Adversário e resultado | Adversário e resultado | Adversário e resultado | Adversário e resultado | Posição     |
| ---------- | ------- | ---------------------- | --------------------------------- | ---------------------- | ---------------------- | ---------------------- | ---------------------- | ----------- |
| Maja Tvrdy | Simples |                        | BLR O. Konon D 0-2 (17-21; 14-21) | Não avançou            | Não avançou            | Não avançou            | Não avançou            | Não avançou |

### Canoagem de velocidade
Masculino
| Atleta                 | Evento     | Preliminar | Preliminar | Semifinais | Semifinais | Final       | Final       |
| Atleta                 | Evento     | Tempo      | Posição    | Tempo      | Posição    | Tempo       | Posição     |
| ---------------------- | ---------- | ---------- | ---------- | ---------- | ---------- | ----------- | ----------- |
| Jernej Zupančič Regent | K-1 1000 m | 3m33s289   | 4º         | 3m41s730   | 6º         | Não avançou | Não avançou |

Feminino
| Atleta            | Evento    | Preliminar | Preliminar | Semifinais | Semifinais | Final    | Final   |
| Atleta            | Evento    | Tempo      | Posição    | Tempo      | Posição    | Tempo    | Posição |
| ----------------- | --------- | ---------- | ---------- | ---------- | ---------- | -------- | ------- |
| Špela Ponomarenko | K-1 500 m | 1m49s973   | 3º         | 1m53s812   | 3º         | 1m52s363 | 6º      |

### Canoagem slalom
Masculino
| Atleta       | Evento | Preliminar | Preliminar | Preliminar | Preliminar | Preliminar | Preliminar | Semifinais | Semifinais | Final       | Final       | Total       | Posição     |
| Atleta       | Evento | Descida 1  | Posição    | Descida 2  | Posição    | Total      | Posição    | Tempo      | Posição    | Tempo       | Posição     | Total       | Posição     |
| ------------ | ------ | ---------- | ---------- | ---------- | ---------- | ---------- | ---------- | ---------- | ---------- | ----------- | ----------- | ----------- | ----------- |
| Peter Kauzer | K-1    | 81s79      | 1º         | 84s70      | 5º         | 166s49     | 1º         | 85s42      | 13º        | Não avançou | Não avançou | Não avançou | Não avançou |

### Ciclismo de estrada
Masculino
| Atleta         | Evento             | Final               | Final         |
| Atleta         | Evento             | Tempo               | Posição       |
| -------------- | ------------------ | ------------------- | ------------- |
| Tadej Valjavec | Corrida em estrada | 6h26m17s (+2m28s)   | 34º           |
| Jure Golčer    | Corrida em estrada | 6h34m26s (+10 m37s) | 60º           |
| Borut Božič    | Corrida em estrada | Não completou       | Não completou |
| Simon Špilak   | Corrida em estrada | Não completou       | Não completou |
| Simon Špilak   | Contra o relógio   | 1h07m35s (+5m23s)   | 27º           |

Feminino
| Atleta               | Evento             | Final             | Final   |
| Atleta               | Evento             | Tempo             | Posição |
| -------------------- | ------------------ | ----------------- | ------- |
| Sigrid Teresa Corneo | Corrida em estrada | 3h39m29s (+7m05s) | 49º     |

### Ciclismo Mountain Bike
Feminino
| Atleta          | Evento        | Final    | Final    |
| Atleta          | Evento        | Tempo    | Posição  |
| --------------- | ------------- | -------- | -------- |
| Blaža Klemenčič | Cross-country | -1 volta | -1 volta |

### Ginástica artística
Masculino
| Atleta          | Evento           | Aparelho | Aparelho | Aparelho       | Aparelho | Aparelho       | Aparelho  | Qualificação | Qualificação | Final       | Final       |
| Atleta          | Evento           | Salto    | Solo     | Cav. com alças | Argolas  | Bar. paralelas | Bar. fixa | Total        | Pos.         | Total       | Pos.        |
| --------------- | ---------------- | -------- | -------- | -------------- | -------- | -------------- | --------- | ------------ | ------------ | ----------- | ----------- |
| Mitja Petkovšek | Individual geral |          |          |                |          | 16,125         |           | 16,125       | 97º          | Não avançou | Não avançou |
| Mitja Petkovšek | Barras paralelas |          |          |                |          |                |           | 16,125       | 5º           | 15,725      | 5º          |

Feminino
| Atleta     | Evento           | Aparelho | Aparelho | Aparelho          | Aparelho | Qualificação | Qualificação | Final       | Final       |
| Atleta     | Evento           | Salto    | Solo     | Bar. assimétricas | Trave    | Total        | Pos.         | Total       | Pos.        |
| ---------- | ---------------- | -------- | -------- | ----------------- | -------- | ------------ | ------------ | ----------- | ----------- |
| Adela Šajn | Individual geral |          | 13,700   |                   | 14,100   | 27,800       | 90º          | Não avançou | Não avançou |

### Judô
Masculino
| Atleta       | Evento  | Preliminares             | Fase de 32                        | Fase de 16             | Quartas                | Semifinais             | Repescagem             | Repescagem             | Repescagem             | Final                  | Final       |
| Atleta       | Evento  | Preliminares             | Fase de 32                        | Fase de 16             | Quartas                | Semifinais             | 1ª fase                | Quartas                | Semifinais             | Final                  | Final       |
| Atleta       | Evento  | Adversário e resultado   | Adversário e resultado            | Adversário e resultado | Adversário e resultado | Adversário e resultado | Adversário e resultado | Adversário e resultado | Adversário e resultado | Adversário e resultado | Pos.        |
| ------------ | ------- | ------------------------ | --------------------------------- | ---------------------- | ---------------------- | ---------------------- | ---------------------- | ---------------------- | ---------------------- | ---------------------- | ----------- |
| Rok Drakšič  | -60 kg  |                          | IRI M. Akhondzadeh D 0010-0110    | Não avançou            | Não avançou            | Não avançou            | Não avançou            | Não avançou            | Não avançou            | Não avançou            | Não avançou |
| Aljaž Sedej  | -81 kg  |                          | IRI H. Malekmohammadi D 0000-1000 | Não avançou            | Não avançou            | Não avançou            | Não avançou            | Não avançou            | Não avançou            | Não avançou            | Não avançou |
| Matjaž Ceraj | +100 kg | BLR Y. Rybak D 0000-1000 | Não avançou                       | Não avançou            | Não avançou            | Não avançou            | Não avançou            | Não avançou            | Não avançou            | Não avançou            | Não avançou |

Feminino
| Atleta          | Evento | Preliminares           | Fase de 32                 | Fase de 16                  | Quartas                        | Semifinais                 | Repescagem                     | Repescagem                     | Repescagem                      | Final                                        | Final             |
| Atleta          | Evento | Preliminares           | Fase de 32                 | Fase de 16                  | Quartas                        | Semifinais                 | 1ª fase                        | Quartas                        | Semifinais                      | Final                                        | Final             |
| Atleta          | Evento | Adversário e resultado | Adversário e resultado     | Adversário e resultado      | Adversário e resultado         | Adversário e resultado     | Adversário e resultado         | Adversário e resultado         | Adversário e resultado          | Adversário e resultado                       | Pos.              |
| --------------- | ------ | ---------------------- | -------------------------- | --------------------------- | ------------------------------ | -------------------------- | ------------------------------ | ------------------------------ | ------------------------------- | -------------------------------------------- | ----------------- |
| Urška Žolnir    | -63 kg |                        | FRA L. Décosse D 0000-1010 |                             |                                |                            | ISR A. Schlesinger V 1001-0000 | GER A. von Harnier V 0200-0000 | NED E. Willeboordse D 0000-0001 | Não avançou                                  | Não avançou       |
| Lucija Polavder | +78 kg |                        |                            | KAZ G. Issanova V 1000-0001 | MGL D. Tserenkhand V 1100-0000 | JPN M. Tsukada D 0000-1010 |                                |                                |                                 | Disputa pelo bronze KOR Kim N-Y. V 0001-0000 | Medalha de bronze |

### Natação
Masculino
| Atleta(s)      | Evento          | Eliminatórias | Eliminatórias | Semifinal   | Semifinal   | Final       | Final       |
| Atleta(s)      | Evento          | Tempo         | Posição       | Tempo       | Posição     | Tempo       | Posição     |
| -------------- | --------------- | ------------- | ------------- | ----------- | ----------- | ----------- | ----------- |
| Jernej Godec   | 50 m livre      | 22s21 (NR)    | 18º           | Não avançou | Não avançou | Não avançou | Não avançou |
| Peter Mankoč   | 100 m livre     | 49s33         | 31º           | Não avançou | Não avançou | Não avançou | Não avançou |
| Peter Mankoč   | 100 m borboleta | 51s24 (NR)    | 5º            | 51s80       | 10º         | Não avançou | Não avançou |
| Luka Turk      | 200 m livre     | Não competiu  | Não competiu  | Não avançou | Não avançou | Não avançou | Não avançou |
| Luka Turk      | 400 m livre     | Não competiu  | Não competiu  | Não avançou | Não avançou | Não avançou | Não avançou |
| Luka Turk      | 1500 m livre    | Não competiu  | Não competiu  | Não avançou | Não avançou | Não avançou | Não avançou |
| Damir Dugonjič | 100 m peito     | 1m00s35 (NR)  | 9º            | 1m00s92     | 16º         | Não avançou | Não avançou |
| Matjaž Markič  | 100 m peito     | 1m01s31       | 24º           | Não avançou | Não avançou | Não avançou | Não avançou |

Feminino
| Atleta(s)     | Evento          | Eliminatórias | Eliminatórias | Semifinal    | Semifinal    | Final       | Final            |             |             |
| Atleta(s)     | Evento          | Tempo         | Posição       | Tempo        | Posição      | Tempo       | Posição          |             |             |
| ------------- | --------------- | ------------- | ------------- | ------------ | ------------ | ----------- | ---------------- | ----------- | ----------- |
| Nina Sovinek  | 50 m livre      | 26s49         | 43º           | Não avançou  | Não avançou  | Não avançou | Não avançou      |             |             |
| Nina Sovinek  | 100 m livre     | 57s30         | 44º           | Não avançou  | Não avançou  | Não avançou | Não avançou      |             |             |
| Sara Isakovič | 200 m livre     | 1m55s86 (OR)  | 2º            | 1m56s50      | 1º           | 1m54s97     | Medalha de prata |             |             |
| Sara Isakovič | 100 m borboleta | 58s68 (NR)    | 20º           | Não avançou  | Não avançou  | Não avançou | Não avançou      |             |             |
| Sara Isakovič | 200 m borboleta | Não competiu  | Não competiu  | Não competiu | Não competiu | Não avançou | Não avançou      | Não avançou | Não avançou |
| Anja Čarman   | 100 m costas    | 1m02s21 (NR)  | 26º           | Não avançou  | Não avançou  | Não avançou | Não avançou      |             |             |
| Anja Čarman   | 200 m costas    | 2m10s49 (NR)  | 15º           | 2m12s46      | 16º          | Não avançou | Não avançou      | Não avançou | Não avançou |
| Anja Klinar   | 200 m medley    | 2m15s39       | 25º           | Não avançou  | Não avançou  | Não avançou | Não avançou      |             |             |
| Anja Klinar   | 400 m medley    | 4m38s90 (NR)  | 16º           |              |              | Não avançou | Não avançou      |             |             |
| Teja Zupan    | Maratona 10 km  |               |               |              |              | 1h59m43s7   | 12º              |             |             |

### Remo
Masculino
| Equipe                                                 | Evento          | Eliminatórias | Eliminatórias | Repescagem | Repescagem | Quartas | Quartas | Semifinal   | Semifinal   | Final       | Final                |
| Equipe                                                 | Evento          | Tempo         | Posição       | Tempo      | Posição    | Tempo   | Posição | Tempo       | Posição     | Tempo       | Posição (Pos. final) |
| ------------------------------------------------------ | --------------- | ------------- | ------------- | ---------- | ---------- | ------- | ------- | ----------- | ----------- | ----------- | -------------------- |
| Iztok Čop Luka Špik                                    | Skiff duplo     | 6m39s49       | 3º S A/B      |            |            |         |         | 6m23s81     | 2º FA       | 6m33s96     | 6º (6º)              |
| Rok Kolander Miha Pirih Tomaž Pirih Rok Rozman         | Quatro sem      | 6m03s78       | 3º S A/B      |            |            |         |         | 5m56s08     | 1º FA       | 6m11s62     | 4º (4º)              |
| Gašper Fistravec Janez Jurše Jernej Jurše Janez Zupanc | Skiff quádruplo | 5m57s02       | 4º R          | 6m12s64    | 4º         |         |         | Não avançou | Não avançou | Não avançou | Não avançou          |

### Tênis de mesa
Masculino
| Atleta(s)   | Evento     | Preliminar             | 1ª etapa               | 2ª etapa                                                          | 3ª etapa                                      | 4ª etapa               | Quartas                | Semifinais             | Final                  |
| Atleta(s)   | Evento     | Adversário e resultado | Adversário e resultado | Adversário e resultado                                            | Adversário e resultado                        | Adversário e resultado | Adversário e resultado | Adversário e resultado | Adversário e resultado |
| ----------- | ---------- | ---------------------- | ---------------------- | ----------------------------------------------------------------- | --------------------------------------------- | ---------------------- | ---------------------- | ---------------------- | ---------------------- |
| Bojan Tokič | Individual |                        |                        | ITA M. Bobocica V 4-3 (14-12, 6-11, 5-11, 11-8, 11-9, 8-11, 11-6) | CHN Ma L. D 1-4 (5-11, 6-11, 8-11, 11-9 5-11) | Não avançou            | Não avançou            | Não avançou            | Não avançou            |

### Tiro
Masculino
| Atleta          | Evento                 | Qualificação | Qualificação | Final       | Final       | Posição           |
| Atleta          | Evento                 | Placar       | Posição      | Placar      | Total       | Posição           |
| --------------- | ---------------------- | ------------ | ------------ | ----------- | ----------- | ----------------- |
| Rajmond Debevec | Carabina de ar 10 m    | 589          | 31º          | Não avançou | Não avançou | 31º               |
| Rajmond Debevec | Carabina deitado 50 m  | 592          | 21º          | Não avançou | Não avançou | 21º               |
| Rajmond Debevec | Carabina três posições | 1176         | 1º           | 95,7        | 1271,7      | Medalha de bronze |

### Vela
Masculino
| Atleta                      | Evento | Regata | Regata | Regata | Regata | Regata | Regata | Regata | Regata | Regata | Regata | Regata  | Pontos | Posição          |
| Atleta                      | Evento | 1      | 2      | 3      | 4      | 5      | 6      | 7      | 8      | 9      | 10     | M       | Pontos | Posição          |
| --------------------------- | ------ | ------ | ------ | ------ | ------ | ------ | ------ | ------ | ------ | ------ | ------ | ------- | ------ | ---------------- |
| Vasilij Žbogar              | Laser  | 24     | 4      | 14     | 6      | 2      | 11     | 18     | 1      | 11     |        | 4       | 71     | Medalha de prata |
| Karlo Hmeljak Mitja Nevečny | 470    | 3      | 11     | 19     | 10     | 18     | OCS    | 25     | 20     | 25     | 8      | Não av. | 139    | 18º              |

Feminino
| Atleta                     | Evento | Regata | Regata | Regata | Regata | Regata | Regata | Regata | Regata | Regata | Regata | Regata  | Pontos | Posição |
| Atleta                     | Evento | 1      | 2      | 3      | 4      | 5      | 6      | 7      | 8      | 9      | 10     | M       | Pontos | Posição |
| -------------------------- | ------ | ------ | ------ | ------ | ------ | ------ | ------ | ------ | ------ | ------ | ------ | ------- | ------ | ------- |
| Vesna Dekleva Klara Maučec | 470    | DSQ    | 3      | 8      | 16     | 12     | 3      | 15     | 18     | 14     | 3      | Não av. | 92     | 13º     |

Aberto
| Atleta        | Evento | Regata | Regata | Regata | Regata | Regata | Regata | Regata | Regata | Regata | Pontos | Posição |
| Atleta        | Evento | 1      | 2      | 3      | 4      | 5      | 6      | 7      | 8      | M      | Pontos | Posição |
| ------------- | ------ | ------ | ------ | ------ | ------ | ------ | ------ | ------ | ------ | ------ | ------ | ------- |
| Gašper Vinčec | Finn   | 9      | 11     | 6      | 5      | 3      | 13     | 8      | 10     | 20     | 85     | 7º      |

Legenda
| Recorde mundial      | Recorde mundial (World record)               |                       | Recorde africano                      | Recorde africano (African) |                                           | Q | Classificado por posição (Qualified) |
| Recorde olímpico     | Recorde olímpico (Olympic record)            | Recorde da América    | Recorde da América (Americas)         | q                          | Classificado por melhor tempo (Qualified) |   |                                      |
| Melhor marca do ano  | Melhor marca do ano (World leading)          | Recorde asiático      | Recorde asiático (Asian)              | DNS                        | Não largou (Did not start)                |   |                                      |
| Recorde nacional     | Recorde nacional (National record)           | Recorde europeu       | Recorde europeu (European)            | DNF                        | Não terminou (Did not finish)             |   |                                      |
| Recorde pessoal      | Recorde pessoal do atleta (Personal best)    | Recorde da Oceania    | Recorde da Oceania (Oceania)          | DSQ / DQ                   | Desclassificado (Disqualified)            |   |                                      |
| Recorde da temporada | Recorde da temporada do atleta (Season best) | Recorde sul-americano | Recorde sul-americano (South America) | NM                         | Sem marca (No mark)                       |   |                                      |

### Remo
| S | Classificado(a) para as semifinais |    |                        | FA | Final A (disputa de medalhas) |  |  | FD | Final D (sem medalhas) |
| Q | Classificado(a) para as quartas    | FB | Final B (sem medalhas) | FE | Final E (sem medalhas)        |  |  |    |                        |
| R | Classificado(a) para a repescagem  | FC | Final C (sem medalhas) | FF | Final F (sem medalhas)        |  |  |    |                        |

### Vela
| M   | Regata da Medalha da qual só participam os dez primeiros colocados das regatas anteriores  |  |  | CAN | Regata cancelada |
| BFD | Desclassificado por bandeira preta (Black Flag Disqualified)                               |  |  |     |                  |
| UFD | Desclassificado por bandeira "U" (U Flag Disqualified)                                     |  |  |     |                  |
| OCS | Largada queimada (On the Course Side of the starting line)                                 |  |  |     |                  |
| DNE | Desclassificação sem eliminação (infração a um item do regulamento da prova – Did Not End) |  |  |     |                  |